# Nebojša Bogavac
Nebojša Bogavac, en serbio:Небојша Богaвaц, (nacido el 14 de diciembre de 1973 en Bijelo Polje, Montenegro) es un exjugador y entrenador de baloncesto montenegrino. Con 1.98 de estatura, su puesto natural en la cancha era el de alero. Actualmente dirige al KK Podgorica de la Liga Montenegrina de Baloncesto.

## Trayectoria como jugador
- Lovćen Cetinje (1997-2001)
- Hemofarm Vršac (2001-2005)
- Club Baloncesto Breogán (2005-2006)
- Le Mans (2006-2008)
- Lovćen Cetinje (2008)
- ASVEL Lyon-Villeurbanne (2009)
- Gorsak Kolesin (2009)
- JDA Dijon (2009)
- ASVEL Villeurbanne (2010)

## Trayectoria como entrenador
- KK Vršac (2012)
- Strasbourg IG (Asistente) (2013-2014)
- Strasbourg IG (Asistente) (2017-2020)
- KK Podgorica (2021-)[2]